# Малайска мечка
Малайска мечка (Helarctos malayanus) е бозайник от семейство Мечкови (Ursidae), срещащ се в Азия. Известна е и като бируанг (на малайски език и индонезийски език - beruang madu - със значение на медена мечка, понеже яде мед от пчелни пити).

## Разпространение
Ареалът на малайската мечка е свързан със Североизточна Индия на север и се простира от юг и на югоизток през Бангладеш, Камбоджа, Мианмар, Лаос, Тайланд и Виетнам в континентална Азия до Бруней, Индонезия и Малайзия на юг. Името на вида произхожда от това на архипелага Малая. 
Научното наименование Ursus malayanus е предложено от Стамфорд Рафълс през 1821 г.; той пръв описва слънчева мечка от Суматра.  През 1825 г. Томас Хорсфийлд поставя вида в свой собствен род , Helarctos , когато описва слънчева мечка от Борнео. Малайската мечка е открита и в провинция Юннан в Китай, през 1972 г., и отново - през 2017 г.

## Описание
Това е най-дребният вид мечка, висока близо 70 сантиметра до рамото и достигаща тегло между 25 и 65 килограма. Морфологията ѝ е отличителна с обърнатите навътре мощни предни крака с големи лапи и силно извити дълги нокти, предполагащи адаптация за катерене. Тялото ѝ е набито, има сплескан гръден кош и характерно обикновено оранжево до кремаво (но и с разнообразни други разновидности или липсващо) петно на гърдите, от което идва името й „слънчева мечка“. Останалата част от козината ѝ обикновено е смолисточерна, но може да варира от сива до червена. Муцуната ѝ е къса, а ушите – малки и заоблени. Друга отличителна особеност е дългият й език, приспособен към начина й на хранене.

## Начин на живот
Малайската мечка прекарва най-много време по дърветата от всички видове мечки, отличен катерач е и прави слънчеви бани или спи на дървета от 2 до 7 метра над земята. Малайската мечка е активна предимно през деня, но нощем може би е по-често срещана в райони, посещавани от хора. Малайските мечки са склонни да остават сами, но понякога се срещат по двойки (като майка и нейното малко).
Животното е всеядно, с разнообразна диета, включваща мравки, пчели, бръмбари, мед, термити и растителен материал като семена и няколко вида плодове, а понякога и някои гръбначни животни, като птици и елени. Тези мечки изглежда не спят зимен сън, вероятно защото хранителните ресурси са налични през цялата година в целия ареал.

## Размножаване
Размножават се през цялата година; индивидите стават полово зрели на 2 до 4 години. Котилата се състоят от 1 или 2 малки, които остават с майка си около 3 години.

## Екология
Според IUCN видът е уязвим. Смята се, че световната популация е намаляла с 35% между 90-те години на 20. век и 20-те на 21. век. Малайските мечки са застрашени от тежкото обезлесяване и незаконния лов за храна и търговия с диви животни; понякога биват наранени при конфликти с хора, когато навлизат в земеделски земи, плантации и овощни градини.